# Bahnhof Schönfeld-Wiesa
Der Bahnhof Schönfeld-Wiesa war eine Betriebsstelle der Bahnstrecke Annaberg-Buchholz unt Bf–Flöha und der bis 1967 hier beginnenden Schmalspurbahn Schönfeld-Wiesa–Meinersdorf auf dem Gebiet der Gemeinde Thermalbad Wiesenbad. Im Jahr 2007 wurde der Bahnhof zugunsten des neu eingerichteten Haltepunktes Wiesa (Erzgeb) aufgelassen.

## Lage
Der Bahnhof lag im Westen von Wiesa unweit der Bundesstraße 95. Schönfeld schließt sich im Nordwesten an. An die einstige Funktion als Bahnhof erinnert noch die „Bahnhofstraße“, an der das Areal liegt. Die Mündung der Sehma in die Zschopau befindet sich westlich des Bahnhofs.

## Geschichte

### Name
Die Station wurde mehrfach umbenannt:
- bis 30. November 1888: Schönfeld
- bis 23. Dezember 1904: Schönfeld Bahnhof
- bis 30. April 1908: Schönfeld (Zschopautal) Bahnhof
- ab 1. Mai 1908: Schönfeld-Wiesa

### Betrieb
Am 1. Februar 1866 wurde der Bahnhof Schönfeld-Wiesa als Haltepunkt Schönfeld an der normalspurigen Bahnstrecke Annaberg-Buchholz unt Bf–Flöha eröffnet. Die Station wurde 1874 zur Haltestelle und 1886 zum Bahnhof gewidmet. Mit der am 1. Dezember 1888 erfolgten Eröffnung des Abschnitts Schönfeld–Geyer der Schmalspurbahn Schönfeld-Wiesa–Meinersdorf wurde die Station in Schönfeld Bahnhof umbenannt und umfassend erweitert. Sie trug den neuen Namen in Unterscheidung des neu eröffneten Schönfeld Haltepunkt westlich des Bahnhofs an der Schmalspurbahn. Die drei Bahnsteiggleise – zwei für die Regelspur und eins für Schmalspur – wurden 1906 um ein weiteres regelspuriges Bahnsteiggleis ergänzt, damit einher ging eine Erweiterung der Bahnanlagen nach Norden. Obwohl der Bahnhof komplett auf dem Gemeindegebiet von Wiesa lag, wurde er zunächst nach dem etwas entfernt liegenden Ort Schönfeld benannt. Erst auf Betreiben der Gemeinde Wiesa erhielt er im Jahr 1908 den Doppelnamen Schönfeld-Wiesa.
Der Bahnhof Schönfeld-Wiesa wurde im weiteren Laufe seines Bestehens mehreren baulichen Änderungen unterzogen. Neben dem Empfangs- und dem Wirtschaftsgebäude existierten an Hochbauten weiterhin ein Freiabtritt, Güterschuppen, Lokschuppen, Kohlenschuppen und Materialschuppen. Als Spurwechselbahnhof verfügte die Station über eine Rollbockgrube, weiterhin über eine Wasserstation, einen Überladeperron, eine Gleiswaage und eine Betriebsmittelrampe. In späterer Zeit kamen ein Stellwerk und eine Bahnsteigunterführung hinzu. Zeitweise zählte der Bahnhof elf Gleise.
Der Bahnhof wurde mehrfach umgebaut, so dass in den letzten Jahren unter anderem ein Übergang von Schmalspur zu Normalspur am gleichen Bahnsteig möglich war. 

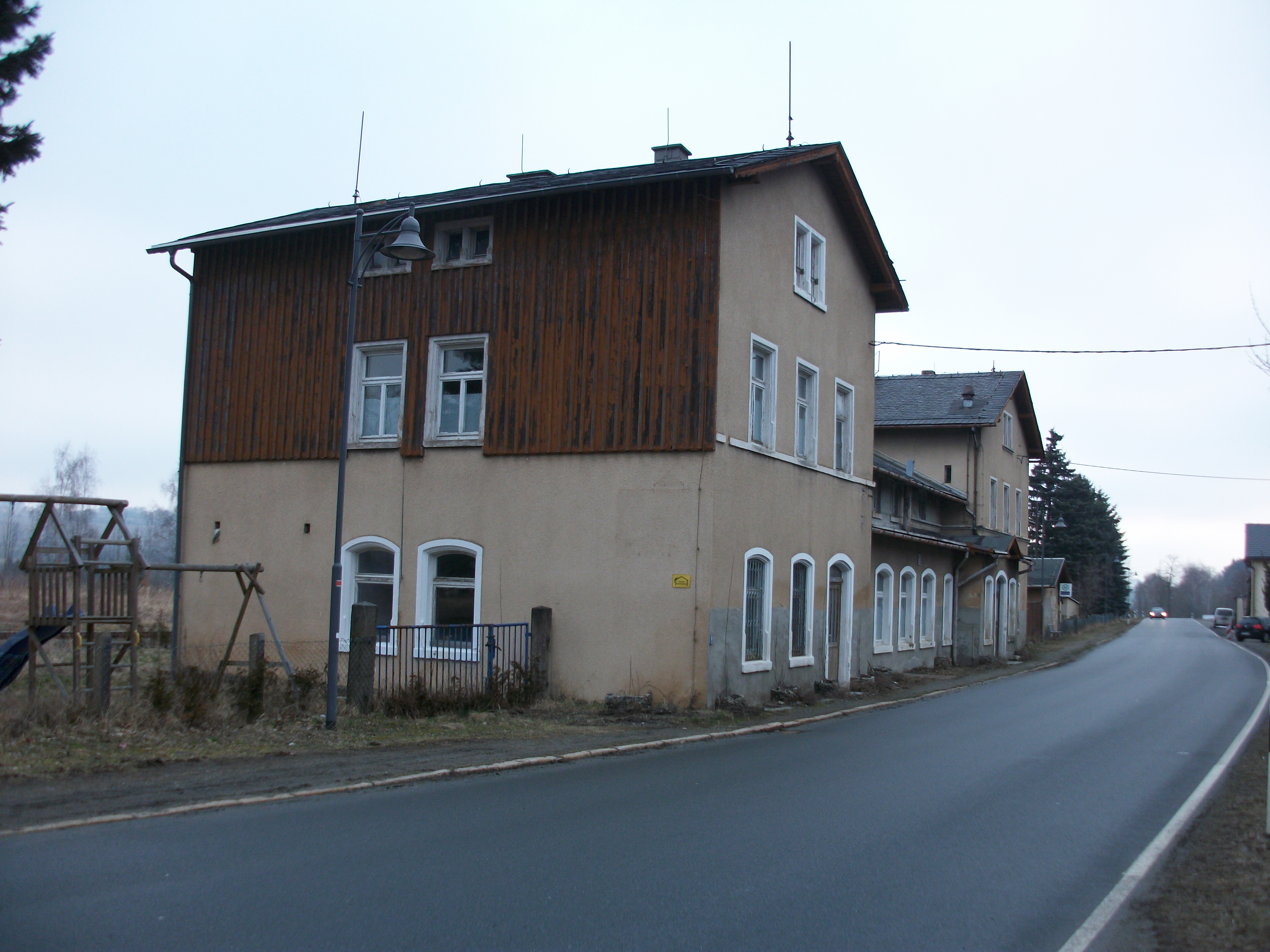
Empfangsgebäude (2016)

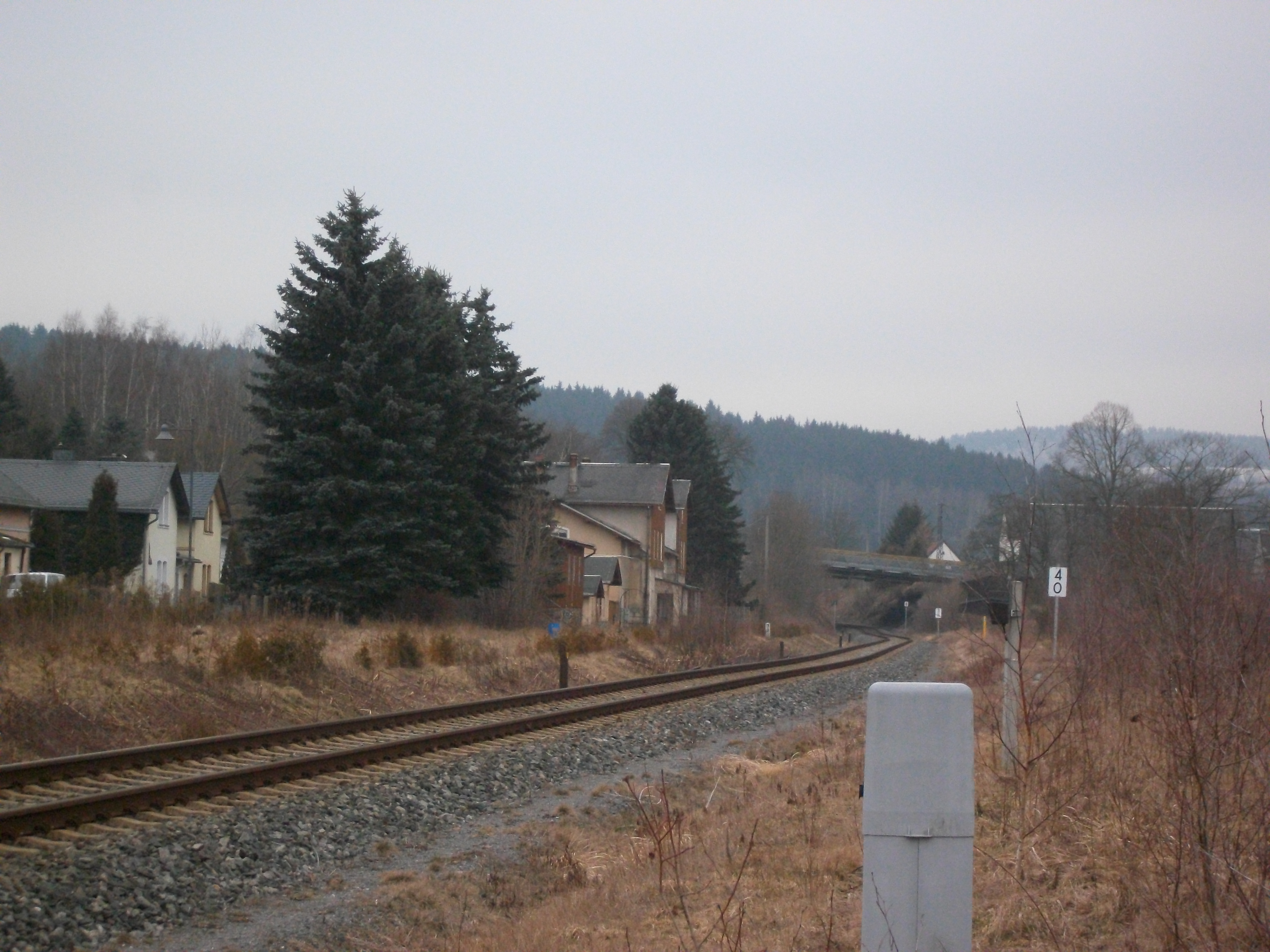
Gleisseite, die Anlagen sind bereits abgebaut (2016)

Mit der Stilllegung des Abschnitts von Schönfeld-Wiesa nach Thum endete am 15. August 1967 der Personenverkehr auf der Schmalspurbahn. Nur ein Restgüterverkehr zwischen Schönfeld-Wiesa bis zur Papierfabrik Schönfeld bei km 1,45 blieb weiterhin bestehen. Die dahinter liegende Strecke in Richtung Thum wurde in Etappen abgebaut. Da das verbliebene schmalspurige Reststück zur Papierfabrik Schönfeld ein starkes Gefälle aufwies, mussten weiterhin Dampflokomotiven eingesetzt werden, deren Betrieb für die Deutsche Reichsbahn sehr unwirtschaftlich war. Andererseits konnte die Papierfabrik nicht auf einen Gleisanschluss verzichten, wodurch das Gleisstück im April 1985 auf Normalspur umgebaut wurde. Im Jahr 1993 wurde die Anschlussbahn zur Papierfabrik endgültig stillgelegt. Bis 2001 überlebte ein kleiner Rest des schmalspurigen Gleises in der ehemaligen Rollwagengrube.
Bis zum Jahr 2007 wurde die Station durch die DB Erzgebirgsbahn bedient. Im Zuge der Modernisierung der Bahnstrecke Annaberg-Buchholz unt Bf–Flöha wurde der Bahnhof Schönfeld-Wiesa durch den verkehrsgünstigeren neuen Haltepunkt Wiesa ersetzt. Am 31. März 2007 wurde der Bahnhof Schönfeld-Wiesa außer Betrieb genommen. Anschließend erfolgte der vollständige Rückbau der Gleisanlagen und die Ersetzung durch ein durchgehendes Streckengleis. Heute existieren von den ehemals umfangreichen baulichen Anlagen nur noch das als Wohnhaus genutzte Empfangsgebäude und der Güterschuppen.